# Bröllop

Bondbröllop av Pieter Brueghel den yngre, Hallwylska museet.

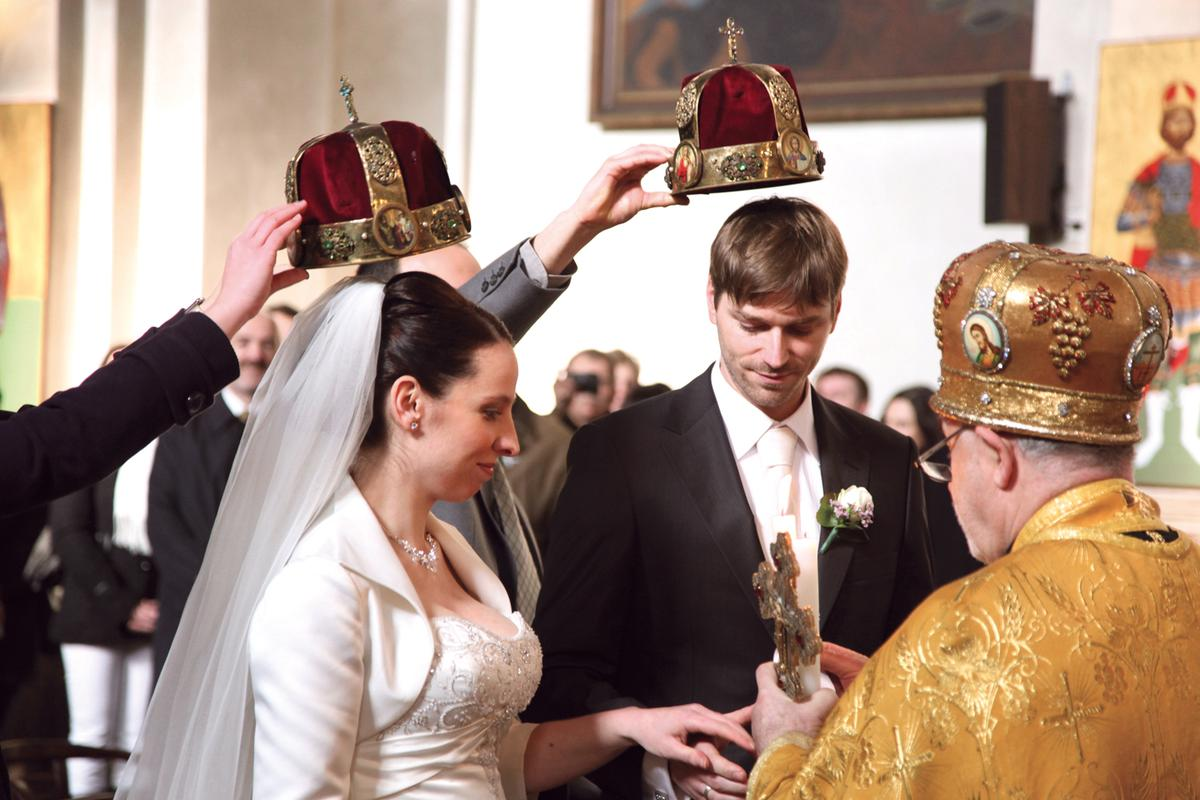
Bröllop i en rysk-ortodox kyrka i Prag, Tjeckien.

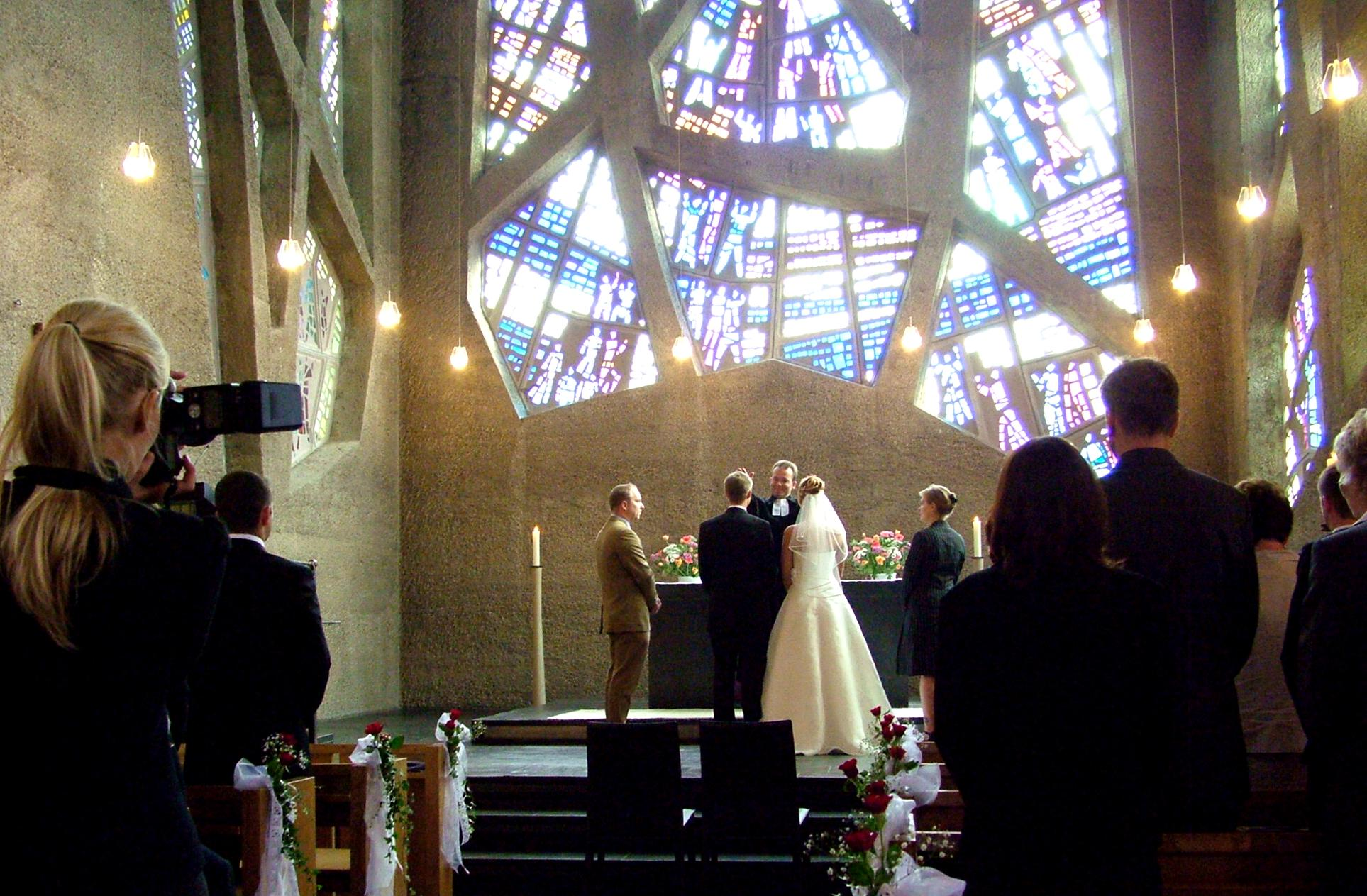
Vigsel i evangelisk-luthersk kyrka i Köln, Tyskland.

Ett bröllop är en vigsel och den tillhörande festen för att symbolisera att ett par ingått ett äktenskap. Ordet bröllop kommer av fornsvenskans bruþlöp, alltså ’brudlopp’. Brudloppet var beteckningen på det följe som ledsagade bruden från brudens hem där fästningen skett och det nya hemmet. Bröllopet föregås ibland av en förlovning eller trolovning. I Sverige kan, om minst en av kontrahenterna är medlem i Svenska kyrkan, bröllopet föregås av lysning i den/de församlingar de tillhör.

## Bröllop som festsed
Giftermålet hör till de gladaste festsederna och även om dagens bröllopsfester kan verka påkostade var bröllop på 1800-talet och 1900-talets första årtionden tillställningar som firades många dagar. På stora bondbröllop avlöste dans och ätande varandra. Det behövdes många medhjälpare, kalaskockar, uppassare, marskalkar, tärnor m.fl. Bröllopet var en äresak för brudens hemgård vars välfärd mättes enligt hur riklig trakteringen var. Hundratals gäster kunde delta i festen som var öppen för hela byn. Det fanns regionala skillnader i festens förlopp men vissa seder finns kvar i en eller annan form. En högtidlig vigsel följd av en bröllopsfest med mat och dans är  de centrala elementen.
Under årtiondenas lopp har bröllop arrangerats både storståtligt och enkelt. Under andra världskriget firades många snabba bröllop på permissioner från fronten. Kulmen för det enkla firandet nåddes under 1970- och 1980-talen. Påkostade bröllop ansågs höra till föråldrade klassmarkeringar. Nästa generation tog revansch och 1990-talet innebar ett stort uppsving för fester och ritualer. Seder från olika tider och olika miljöer, influenser från etikettböcker och filmer bidrog till nya traditioner. Att avsluta vigselceremonin med att prästen uppmanar brudgummen att kyssa bruden har t.ex. spritts via amerikansk filmtradition. En mängd tv-program med tema bröllop och bröllopsklänning har på 2000-talet uppstått som underhållning men de fungerar också som inspiration.
En stor förändring i har skett på en relativt kort tid i synen äktenskapet, också juridiskt. Dagens bröllop kan firas av par som bott tillsammans i många år och har barn tillsammans, även samkönade par. Det är inget hinder för ståtliga ceremonier, polterabend, vit brudklänning, slöja och många bröllopspresenter.

### Centrala begrepp
Somliga par anlitar en bröllopskoordinator för att anordna bröllopet. Brudgummens respektive brudens vänner kan före giftermålet anordna en svensexa respektive möhippa, då man överraskar dem med olika aktiviteter. Månaden efter bröllopet kallas smekmånad och många beger sig då iväg på en resa tillsammans.
Bröllopsdagen är dagen för vigseln, men så kallas även kommande årsdagar. 
Bröllopsnatten kan tillbringas i en bröllopssvit. Brukligt är att brudparet smiter till sviten utan att berätta för gästerna var natten skall tillbringas. En morgongåva är en gåva som brudgummen ger bruden på morgonen efter bröllopsnatten, numera vanligtvis ett smycke. 
En bröllopsresa kan påbörjas direkt efter vigseln, efter bröllopsfesten, eller vid en senare tidpunkt, vanligt är dock att resan sker under den så kallade smekmånaden.

## Bilder

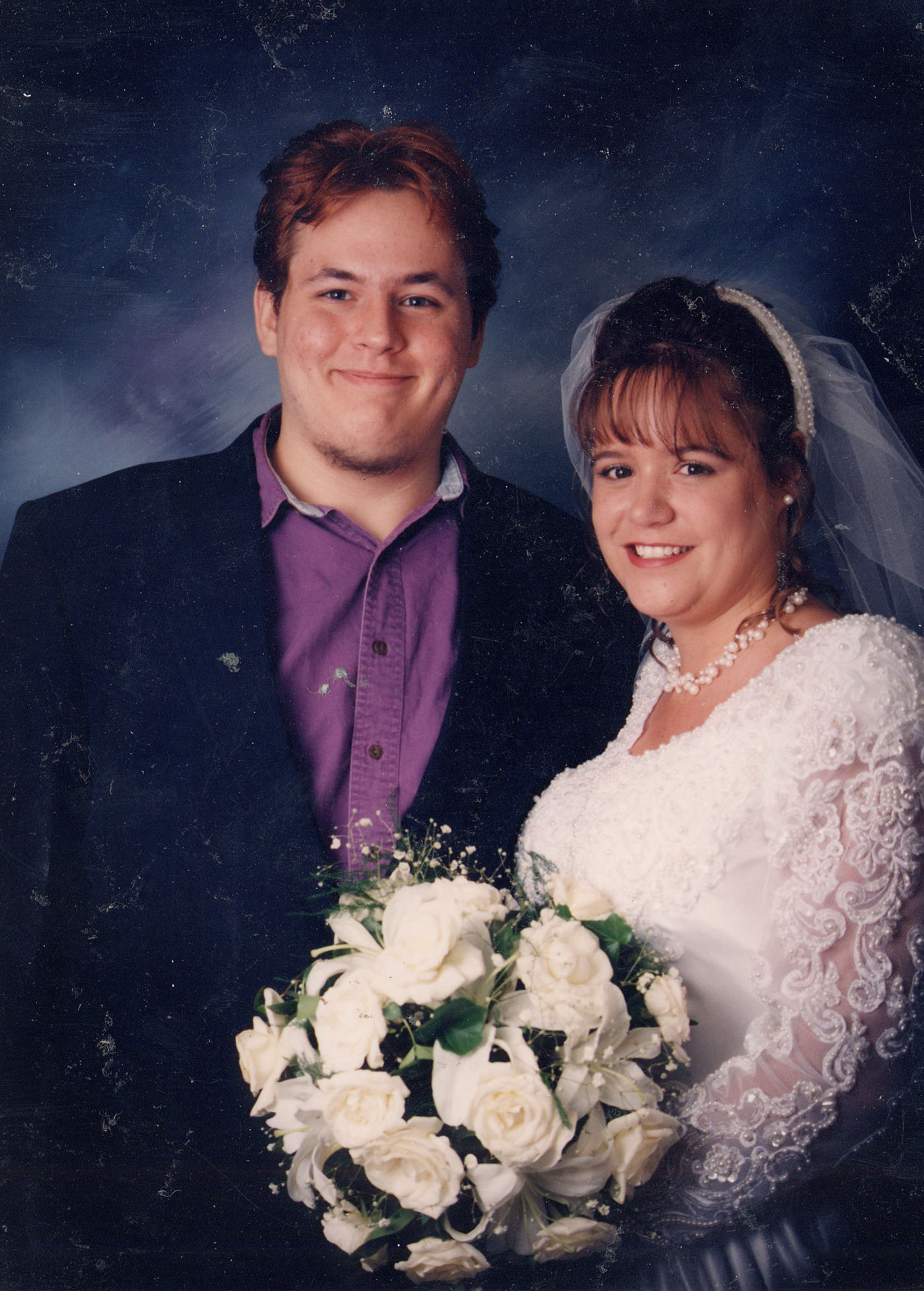
Bröllopsfoto.